# Liste der Nachwuchsspieler des Jahres (Italien)
Die Auszeichnung Italiens Nachwuchsspieler des Jahres war eine zwischen 1997 und 2010 jährlich von der Associazione Italiana Calciatori vergebene Auszeichnung für den besten Nachwuchsspieler der Serie A. Die Auszeichnung war Teil der sogenannten Oscar del Calcio und wurde im Rahmen der Nachfolgeveranstaltung Gran Galà del Calcio im Jahr 2012 zum letzten Mal vergeben. Die Auszeichnung bezieht sich immer auf die Spielzeit der Serie A, welche im Kalenderjahr der Auszeichnung beendet wurde.
Seit der Saison 2018/19 ehrt die Liga Serie A direkt in den Serie-A-Liga-Awards einen Nachwuchsspieler der Saison.

## Liste der Gewinner
| Oscar del Calcio     | Oscar del Calcio    | Oscar del Calcio | Oscar del Calcio | Oscar del Calcio |
| Jahr                 | Spieler             | Nation           | Verein           | [ 1 ]            |
| -------------------- | ------------------- | ---------------- | ---------------- | ---------------- |
| 1997                 | Filippo Inzaghi     | Italien          | Atalanta Bergamo | [ 1 ]            |
| 1998                 | Alessandro Nesta    | Italien          | Lazio Rom        | [ 1 ]            |
| 1999                 | Francesco Totti     | Italien          | AS Rom           | [ 1 ]            |
| 2000                 | Roberto Baronio     | Italien          | Reggina Calcio   | [ 1 ]            |
| 2001                 | Antonio Cassano     | Italien          | AS Bari          | [ 1 ]            |
| 2002                 | Matteo Brighi       | Italien          | FC Bologna       | [ 1 ]            |
| 2003                 | Antonio Cassano (2) | Italien          | AS Rom (2)       | [ 1 ]            |
| 2004                 | Alberto Gilardino   | Italien          | FC Parma         | [ 1 ]            |
| 2005                 | Giampaolo Pazzini   | Italien          | AC Florenz       | [ 1 ]            |
| 2006                 | Daniele De Rossi    | Italien          | AS Rom (3)       | [ 1 ]            |
| 2007                 | Riccardo Montolivo  | Italien          | AC Florenz (2)   | [ 1 ]            |
| 2008                 | Marek Hamšík        | Slowakei         | SSC Neapel       | [ 1 ]            |
| 2009                 | Alexandre Pato      | Brasilien        | AC Mailand       | [ 1 ]            |
| 2010                 | Javier Pastore      | Argentinien      | US Palermo       | [ 1 ]            |
| Gran Galà del Calcio |                     |                  |                  |                  |
| 2012                 | Stephan El Shaarawy | Italien          | AC Mailand (2)   | [ 2 ]            |
| 2012                 | Luis Muriel         | Kolumbien        | Udinese Calcio   | [ 2 ]            |